# Bundesrealgymnasium Gröhrmühlgasse

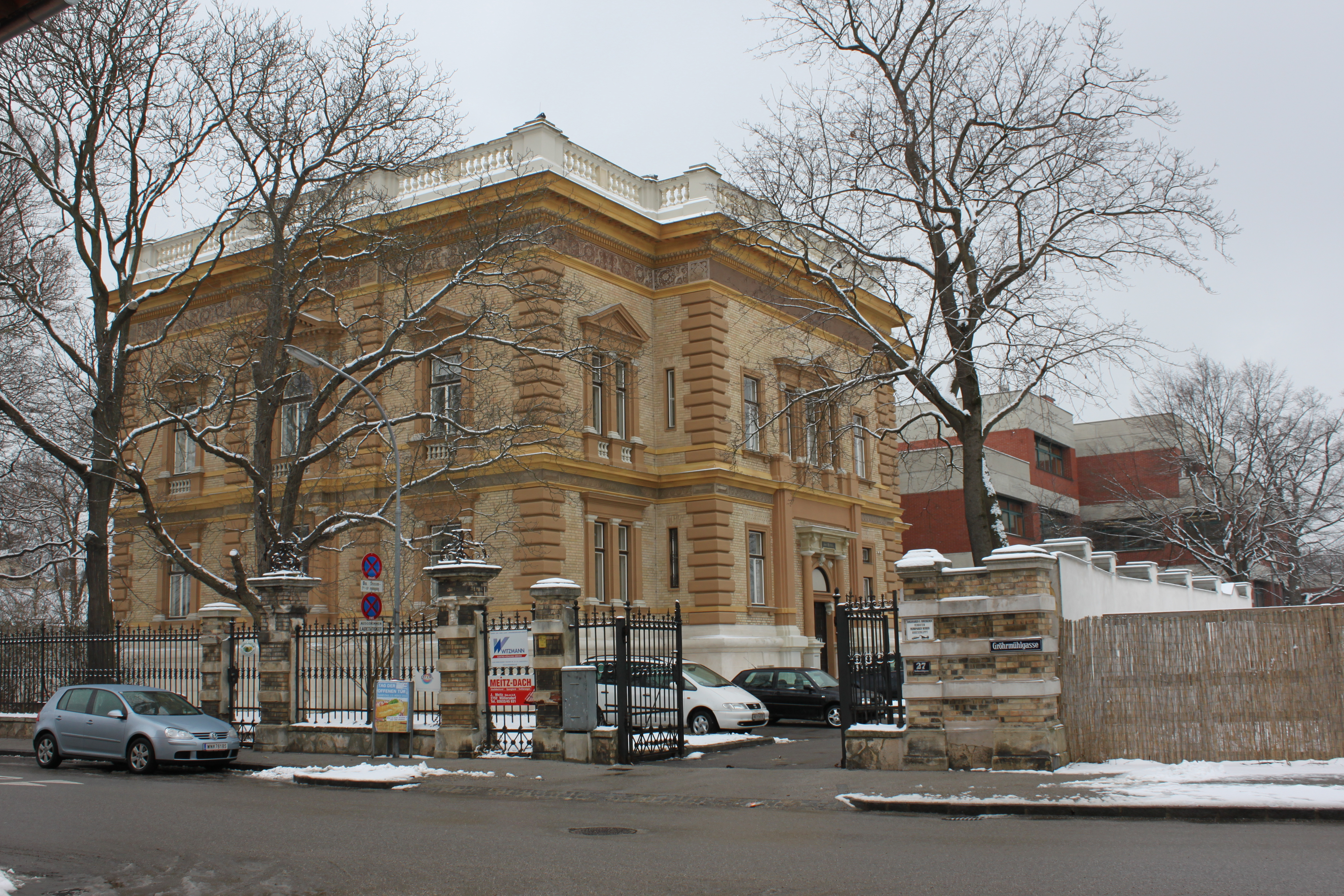
Burkhard-Villa mit Lanzengittereinfriedung (2010)

Das Bundesrealgymnasium Gröhrmühlgasse ist ein Bundesrealgymnasium in der Stadt Wiener Neustadt in Niederösterreich.

## Geschichte
Siehe Realschule Wiener Neustadt.

## Architektur
Burkhard-Villa
Das Bundesrealgymnasium wurde auf dem ehemaligen Fabriksgelände der Drahtstiftfabrik Franz Burkhard's Söhne an der Gröhrmühlgasse errichtet. Dabei wurde die noch bestehende Burkhard-Villa, die von 1884 bis 1885 von den Söhnen als repräsentatives Eigentümergebäude errichtet wurde und unter Denkmalschutz (Listeneintrag) gestellt wurde, in die Schulanlage einbezogen. Die Villa wurde nach den Plänen des Architekten Georg Wilhelm Mayer erbaut. Der Stil ist einem Renaissance-Palazzo nachgeformt. Eine zweiarmige balustergegliederte Freitreppe führt zu einer dreibogigen Eingangsloggia mit Säulen. Die Fassade zeigt ortsteingerahmte Risaliten und schließt oben mit einer Balusterattika ab. Im Festsaal gibt es ein Deckengemälde aus der Bauzeit mit Puttendarstellungen und floralen Motiven. Die Parkummauerung mit Lanzengitter zwischen Pfeilern ist ebenfalls aus der Bauzeit.
Schulgebäude
Das neugebaute Schulgebäude mit einer Backsteinfassade nach den Plänen der Architekten Alois Machatschek und Gerhard Molzbichler wurde im November 1981 überstürzt bezogen, weil beim alten Schulgebäude in der Herzog-Leopold-Straße akute Einsturzgefahr bestand. Die offizielle Eröffnung der Schule in der Gröhrmühlgasse wurde mit einem Festakt am 26. Februar 1982 vollzogen. Bedingt durch das Weiterwachsen der Schüleranzahl wurde 2011 mit dem Architekturbüro Hrabal eine Lösung mit Raumrochaden gefunden.
2022 wurde die Schule in ein Containerdorf bestehend aus 274 aneinandergereihten Containern zwecks Sanierung des Schulgebäudes übersiedelt. 2024 soll der Umzug aus der Ausweich-Containerschule am Alten Stadionareal in das generalsanierte BRG erfolgen. Die Kosten sollen rund 30 Millionen Euro betragen.